# Karin Řezáčová
Karin Řezáčová (* 25. Oktober 2001 in Prag) ist eine tschechische Handballspielerin.

## Karriere

### Im Verein
Karin Řezáčová spielte zunächst bis 2020 für DHC Slavia Prag. Ab 2020 stand sie für drei Spielzeiten im Kader von DHC Plzeň. 2023 wechselte sie zu DHK Baník Most. Mit Most gewann sie 2024 die tschechische Meisterschaft.

### In Auswahlmannschaften
Ihr Debüt für die tschechische Nationalmannschaft gab sie im November 2019 gegen die Schweiz. Anfang Dezember 2021 stand sie im Kader für die Weltmeisterschaft 2021, wo sie mit Tschechien den 19. Platz belegte.